# Huragan Irma
Huragan Irma – huragan piątej kategorii, uformowany na zachód od wybrzeży Afryki, którego trasa wiodła w pobliżu Wysp Karaibskich i Florydy. To dziewiąty cyklon tropikalny o własnej nazwie w rejonie Północnego Atlantyku i drugi huragan co najmniej 4. kategorii w 2017 roku w tym rejonie, kolejny po huraganie Harvey.
Huragan został objęty obserwacją przez amerykańską agencję monitoringu (National Hurricane Center) w dniu 26 sierpnia, w pobliżu Republiki Zielonego Przylądka, w czasie gdy miał jeszcze status sztormu tropikalnego. Bardzo szybko przybrał na sile i 31 sierpnia uzyskał status huraganu. 4 września Irma otrzymała 5. (najwyższą) kategorię, z wiatrem o prędkości do 300 km/h.

## Antigua i Barbuda
Pierwszym państwem karaibskim, do którego dotarł huragan, była Antigua i Barbuda. W momencie uderzenia huragan miał kategorię 5. Wiatr wiał z prędkością od 190 do 240 km/h. Barbuda licząca około 1000 mieszkańców ucierpiała bardziej. Około 90% budynków zostało zniszczonych, a 50% ludności straciło dach nad głową, lecz zginęła tylko jedna osoba. Straty materialne oszacowano na co najmniej 250 mln USD.

## Saint-Martin

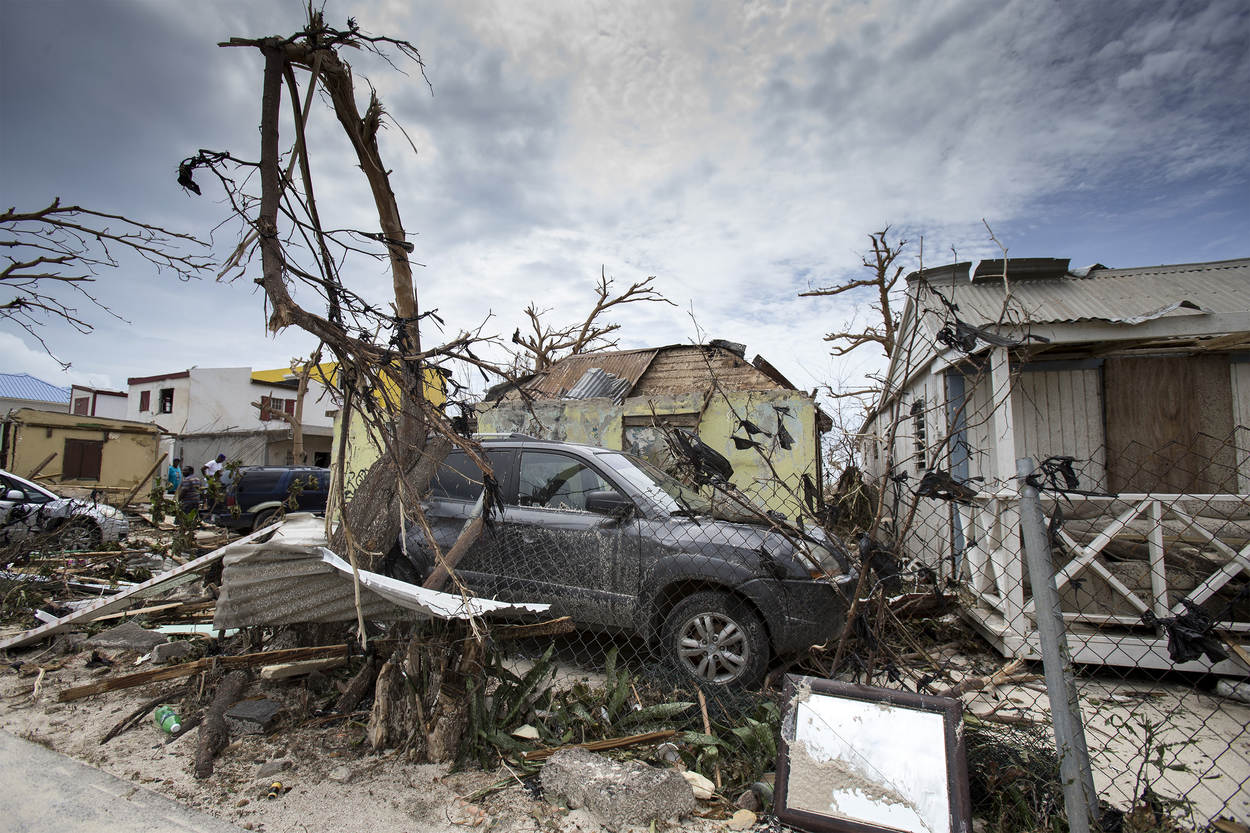
Zniszczenia na Sint Maarten

W dniu 6 września huragan Irma przeszedł nad francuskim terytorium zależnym: wyspami Saint-Martin i Saint-Barthélemy leżącymi w Małych Antylach. W momencie uderzenia huragan miał kategorię 5. Wyspy znacznie ucierpiały, całkowicie przerwano dostawy prądu, a wiatry Irmy, które osiągały prędkość 300 km/h, wyrywały drzewa z ziemi, przewracały pojazdy, a gruzy i fragmenty budowli zostały rozrzucone po całym terytorium. W wyniku działań huraganu zginęło co najmniej 11 osób, a straty materialne 8 września oszacowano na co najmniej 1 mld 500 mln USD.
Huragan spowodował zniszczenia także na części wyspy będącej terytorium zależnym Holandii (Sint Maarten). Zginęły co najmniej cztery osoby, a pięćdziesiąt zostało rannych. Straty materialne 8 września oszacowano na co najmniej 2,5 mld USD.

## Anguilla

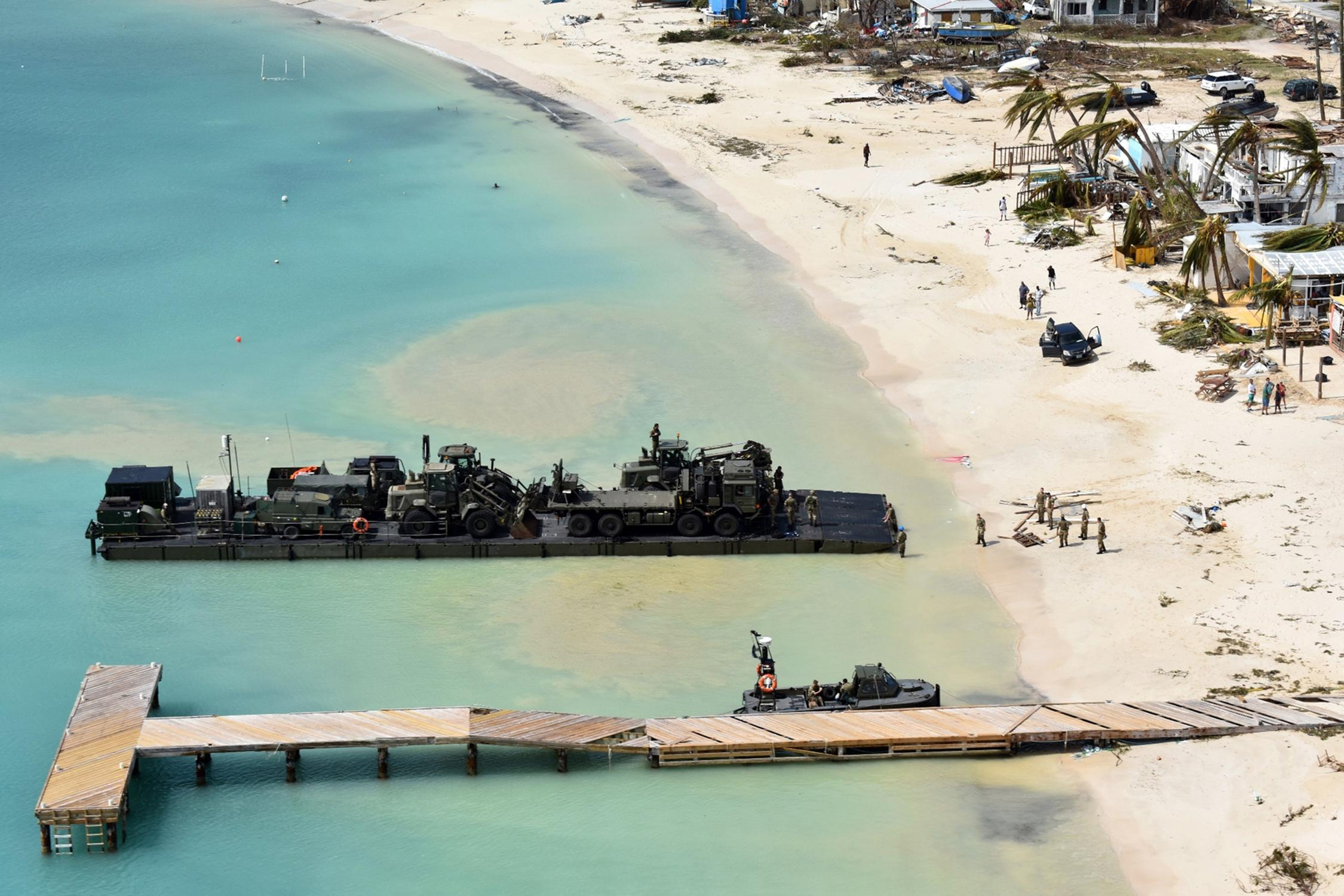
Pomoc z Królewskiego Korpusu Logistycznego na Anguilli

Także 6 września huragan dotarł do wyspy Anguilla w archipelagu Wysp Nawietrznych – terytorium zależnego Wielkiej Brytanii. Zniszczeniu uległo wiele domów i jedyny szpital na wyspie. W momencie uderzenia huragan miał kategorię 5. Wielka Brytania wysłała z pomocą humanitarną okręt wojenny RFA Mounts Bay. Na wyspie zginęła jedna osoba, zniszczonych zostało 75% słupów energetycznych, budynki straży pożarnej i policji, a przez morze i deszcz zalane zostały znaczne tereny wyspy. Straty materialne 8 września oszacowano na co najmniej 290 mln USD.

## Stany Zjednoczone

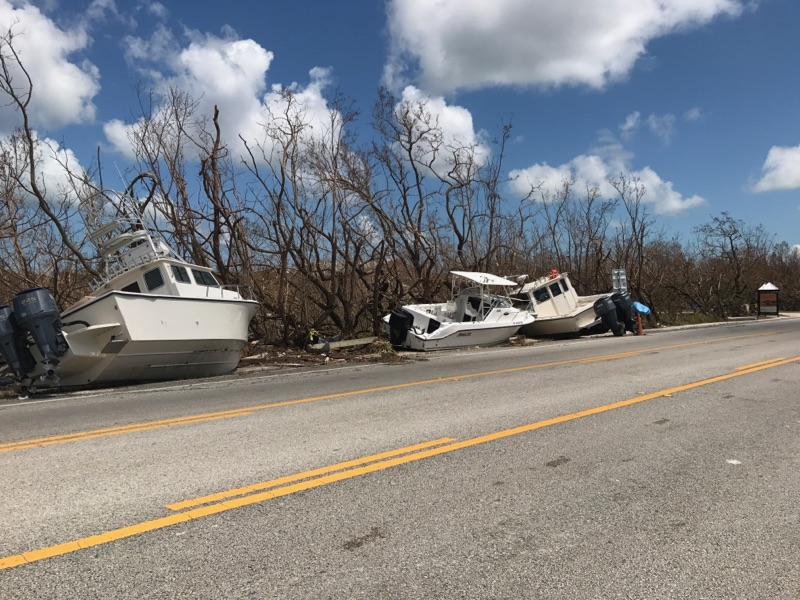
Motorówki wyrzucone na ląd przez huragan

Huragan Irma uznano za najsilniejszy, który nawiedził Stany Zjednoczone. W dniu 4 września gubernator stanu Floryda Rick Scott zarządził stan wyjątkowy, a następnie w kolejnych dniach największą w historii Stanów Zjednoczonych ewakuację obejmującą 6,3 miliona mieszkańców. W dniu 10 września huragan Irma uderzył we Florydę jako huragan 4. kategorii.

## Ofiary śmiertelne oraz szkody materialne
| Obszar                                       | Ofiary śmiertelne | Zniszczenie (2017 USD) | Ref                        |
| -------------------------------------------- | ----------------- | ---------------------- | -------------------------- |
| Anguilla (Wielka Brytania)                   | 1                 | 290 mln USD            | [ 20 ]                     |
| Barbados                                     | 1                 | b.d.                   | [ 20 ]                     |
| Barbuda (Antigua i Barbuda)                  | 3                 | 215 mln USD            | [ 21 ] [ 20 ]              |
| Brytyjskie Wyspy Dziewicze (Wielka Brytania) | 0                 | 1,4 mld USD            |                            |
| Kuba                                         | 10                | 2,2 mld USD            | [ 22 ] [ 23 ]              |
| Haiti                                        | 1                 | b.d.                   | [ 24 ]                     |
| Portoryko (USA)                              | 3                 | 800 mln USD            | [ 20 ]                     |
| Saint Kitts i Nevis                          | 0                 | 80 mln USD             |                            |
| Saint-Martin i Saint-Barthélemy (Francja)    | 11                | 2,28 mld USD           | [ 20 ]                     |
| Sint Maarten (Holandia)                      | 4                 | 2,5 mld USD            | [ 25 ]                     |
| USA                                          | 38                | > 50 mld USD           | [ 26 ] [ 27 ] [ 28 ] [ 3 ] |
| Wyspy Dziewicze Stanów Zjednoczonych         | 4                 | 2,4 mld USD            | [ 20 ]                     |
| Nieznane                                     | 5                 | b.d.                   | [ 29 ]                     |
| Razem:                                       | 81                | > 62 mld USD           |                            |